# Usina Hidrelétrica de Jataí
A UHE Jataí é uma hidrelétrica localizada no Rio Claro, a oito quilômetros da cidade de Jataí. É um empreendimento da Brasil PCH S.A., cujo maior sócio é a Renova Energia, com 49%. Com seus 30 MW de potência instalada, PCH Jataí passará a ser o maior empreendimento hidrelétrico do sudoeste goiano em operação, com energia suficiente para abastecer 300 mil consumidores.